# جولای گردن‌سیاه
جولای گردن‌سیاه (نام علمی: Ploceus nigricollis) نام یک گونه از سرده جولاها است.